# 博特施洛特湖

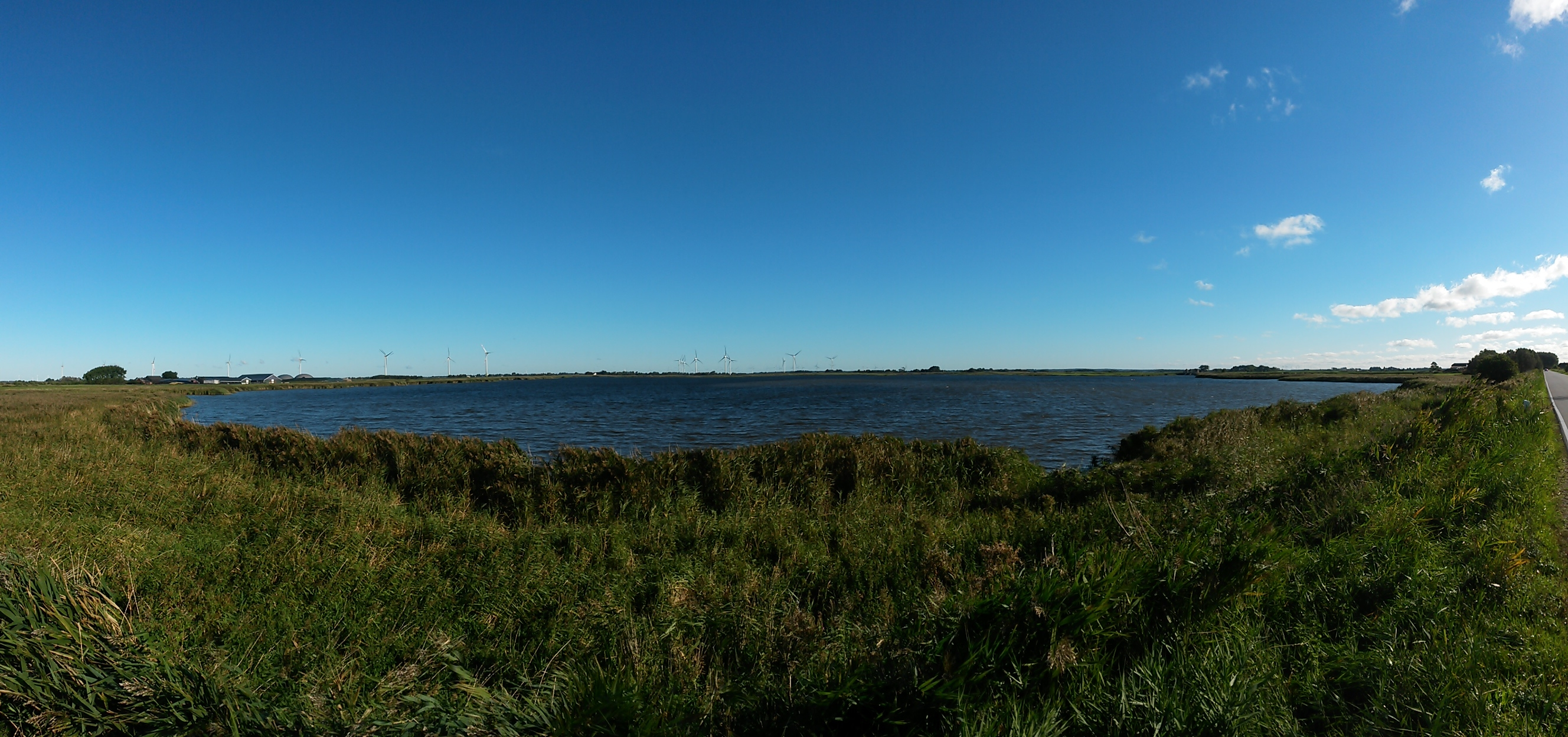

54°42′28″N 8°49′14″E / 54.707838°N 8.820477°E
博特施洛特湖（德語：Bottschlotter See），是德國的湖泊，位於該國北部石勒蘇益格-荷爾斯泰因州，由北弗里斯蘭縣負責管轄，面積0.6平方公里，海拔高度1米，平均水深1.1米，最大水深1.6米，水體容量61萬立方米，湖岸線長度4公里。